# Sue Miller
Sue Miller (Chicago, 29 novembre 1943) è una scrittrice statunitense, autrice di numerosi romanzi di successo.

## Biografia
Per diversi anni, a causa di impegni familiari e lavorativi, dedicò poco tempo alla scrittura, finché nel 1986 non pubblicò il suo primo romanzo. Da allora, due delle sue opere vennero trasposte a livello cinematografico, mentre il romanzo Mentre ero via (in originale While I Was Gone) venne consigliato nella rubrica Oprah's Book Club all'interno di The Oprah Winfrey Show nel 2000.
Ha tenuto lezioni di scrittura creativa presso diversi istituti scolastici ed accademici, come lo Smith College, l'Amherst College, l'Università Tufts, il MIT e l'Università di Boston.

## Opere
- La buona madre (The Good Mother, 1986) ISBN 9780060505936, da cui è stato tratto il film Diritto d'amare nel 1988
- Inventing the Abbotts and Other Stories (1987) ISBN 9780060929978, da cui è stato tratto il film Innocenza infranta nel 1997
- Foto di famiglia (Family Pictures, 1990) ISBN 9780575403215
- Per amore (For Love, 1993) ISBN 9780060929992
- The Distinguished Guest (1995) ISBN 9780060930004
- Mentre ero via (While I Was Gone, 1999) ISBN 9780345443281
- Un mondo nascosto (The World Below, 2001) ISBN 9780747584582
- The Story of My Father (2003) ISBN 9780375414794
- Il tempo di Daisy (Lost in the Forest, 2005) ISBN 9780345469595
- La moglie del senatore (The Senator's Wife, 2008) ISBN 9780307264206
- Il treno del lago (The Lake Shore Limited, 2010)  ISBN 9780307264213
- The Arsonist (2014)  ISBN 9780307594792
- Monogamy (2020)  ISBN 9780375414794